# Herrería (Guadalajara)
Pour les articles homonymes, voir Herrería.
Herrería est une commune de la Province de Guadalajara, communauté autonome de Castille-La Manche en Espagne. 